# Нейгауз, Станислав Генрихович
Станисла́в Ге́нрихович Нейга́уз (21 марта 1927, Москва — 24 января 1980, там же) — советский пианист и педагог. Народный артист РСФСР (1978).

## Биография

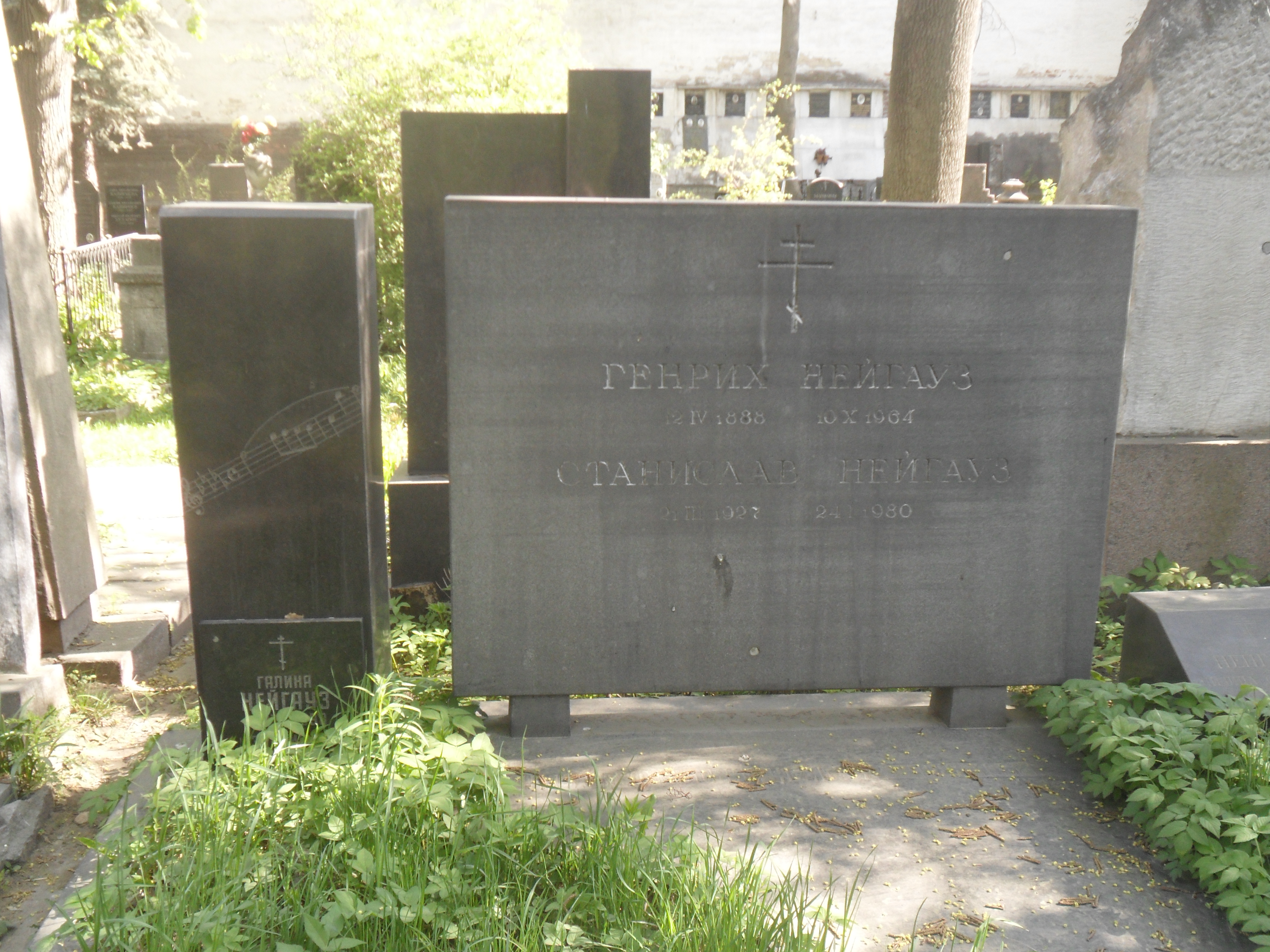
Могила Нейгауза на Новодевичьем кладбище Москвы.

Родился в семье известного пианиста Генриха Нейгауза и Зинаиды Еремеевой-Нейгауз. Воспитывался в семье отчима — Бориса Пастернака.
В 1941 г. окончил Музыкальную школу им. Гнесиных по классу В. В. Листовой. В 1941—1943 гг. находился в эвакуации в Чистополе. В 1944 г. окончил музыкальное училище при Московской консерватории по классу В. С. Белова, в 1950 г. — Московскую консерваторию по классу своего отца, в 1953 г. — аспирантуру у него же.
С 1957 г. занимался педагогической деятельностью. Ученики: Владимир Крайнев, Елена Рихтер, Брижит Анжерер, Раду Лупу, Андрей Микита, Русудан Хунцария, Евгений Левитан, Валерий Стародубровский, Ирина Чуковская и др.
Дети:
- Марина Станиславовна Нейгауз (1952—2013)
- Генрих Станиславович Нейгауз (1961—2017), советский и израильский пианист, публицист.
- Станислав Станиславович Бунин (род. 1966), советский и японский пианист, педагог.

## Награды
- Заслуженный артист РСФСР (14.10.1966).
- Народный артист РСФСР (16.06.1978).

## Фильмография
- 2007 год — «Станислав Нейгауз. Живой голос души» — документальный фильм, 2007 год, автор идеи и сценария Ирина Лебле, режиссёр Владислав Быков.